# Werner Drobesch
Werner Drobesch (* 8. Juni 1957 in Klagenfurt) ist ein österreichischer Historiker.

## Leben
Werner Drobesch studierte zunächst Lehramt Geschichte und Germanistik an der Universität Klagenfurt und graduierte 1980 mit einem Mag. phil. Von 1980 bis 1988 war er Lehrer am Ingeborg-Bachmann-Gymnasium in Klagenfurt und parallel Student in einem Doktoratsstudium. 1987 wurde er mit der Arbeit „Die politischen Vereine und Verbände in Kärnten 1914–1938“ zum Dr. phil. promoviert. 1988 wurde er Assistent am Institut für Geschichte für das Fachgebiet Neuere und Österreichische Geschichte. Er habilitierte sich 2002 mit einer Schrift über die Agrarrevolution in den innerösterreichischen Ländern im Vormärz und wurde zum außerordentlichen Professor an der Alpen-Adria-Universität Klagenfurt ernannt.
Drobesch war seit 2008 bis zu deren Auflösung 2012 Mitglied der Kommission für die Geschichte der Habsburgermonarchie der Österreichischen Akademie der Wissenschaften (ÖAW) und ist seit 2017 Mitglied der Kommission für Neuere Geschichte Österreichs.
Seit 1. Oktober 2022 ist er als außerordentlicher Universitätsprofessor im Ruhestand.
Er ist Mitglied der katholischen Schülerverbindung K.Ö.St.V. Karantania Klagenfurt, der katholischen Studentenverbindung K.Ö.a.V. Carinthia Klagenfurt im ÖCV sowie Ritter des Ritterordens vom Heiligen Grab zu Jerusalem.

## Wirken
Seine Hauptforschungsgebiete sind Österreichische Geschichte, Sozial- und Wirtschaftsgeschichte Österreichs, insbesondere Kärntens und des Alpen-Adria-Raumes, Geschichte der Reformation und Gegenreformation sowie der Jesuiten in den innerösterreichischen Ländern.

## Schriften (Auswahl)
- Werner Drobesch: Vereine und Verbände in Kärnten (1848–1938). Vom Gemeinnützig-Geselligen zur Ideologisierung der Massen. Kärntner Landesarchiv, Klagenfurt 1991, ISBN 3-900531-25-0 (Dissertation, Universität Klagenfurt, 1987).
- Werner Drobesch, Peter Tropper, Joze Till (Hrsg.): Anton Martin Slomšek in Kärnten. Hermagoras/ Mohorjeva-Verlag, Klagenfurt 2000, ISBN 3-85013-749-X.
- Ulfried Burz, Michael Derndarsky, Werner Drobesch (Hrsg.): Brennpunkt Mitteleuropa. Festschrift für Helmut Rumpler zum 65. Geburtstag. Carinthia, Klagenfurt 2000, ISBN 3-85378-525-5.
- Werner Drobesch: Grundherrschaft und Bauer auf dem Weg zur Grundentlastung. Die „Agrarrevolution“ in den innerösterreichischen Ländern. Geschichtsverein für Kärnten, Klagenfurt 2003, ISBN 3-85454-103-1 (Habilitationsschrift, Universität Klagenfurt, 2002).
- Werner Drobesch, Augustin Malle, Stefan Karner (Hrsg.): Nationale Frage und Öffentlichkeit (= Kärnten und die nationale Frage. Band 2). Heyn, Klagenfurt 2005, ISBN 3-7084-0015-1.
- Ulfried Burz, Michael Derndarsky, Werner Drobesch (Hrsg.): Vom Ganzen der Geschichte. Helmut Rumpler zum 70. Geburtstag gewidmet. Hermagoras/ Mohorjeva-Verlag, Klagenfurt 2005, ISBN 3-7086-0203-X.
- Werner Drobesch, Peter G. Tropper (Hrsg.): Die Jesuiten in Innerösterreich. Die kulturelle und geistige Prägung einer Region im 17. und 18. Jahrhundert. Hermagoras, Klagenfurt 2006, ISBN 3-7086-0249-8.
- Werner Drobesch, Claudia Fräss-Ehrfeld (Hrsg.): Die Bauern werden frei. Innerösterreichs Landwirtschaft zwischen Beharren und Modernisierung im frühen 19. Jahrhundert. Geschichtsverein für Kärnten, Klagenfurt 2007, ISBN 978-3-85454-109-0.
- Werner Drobesch, Reinhard Stauber, Peter G. Tropper (Hrsg.): Mensch, Staat und Kirchen zwischen Alpen und Adria 1848–1938. Einblicke in Religion, Politik, Kultur und Wirtschaft einer Übergangszeit. Hermagoras/ Mohorjeva-Verlag, Klagenfurt 2007, ISBN 978-3-7086-0330-8.
- Werner Drobesch (Hrsg.): Kärnten am Übergang von der Agrar- zur Industriegesellschaft. Fallstudien zur Lage und Leistung der Landwirtschaft auf der Datengrundlage des franziszeischen Katasters (1823–1844). Geschichtsverein für Kärnten, Klagenfurt 2013, ISBN 978-3-85454-126-4.
- Werner Drobesch, Peter G. Tropper: Chronik des Jesuitenkollegs Klagenfurt. Lateinischer Text und deutsche Zusammenfassung. Teil 1, 1: 1603–1645. Hermagoras, Klagenfurt 2014, ISBN 978-3-7086-0836-5.
- Werner Drobesch, Wilhelm Wadl: Klagenfurt 1518. Eine Stadt im Aufbruch. Geschichtsverein für Kärnten, Klagenfurt 2018, ISBN 978-3-85454-138-7.
- Werner Drobesch, Horst Gross: Zeitzeugen Populismus. Das Phänomen Haider: gestern in Kärnten, morgen in Europa? Wieser-Verlag, Klagenfurt / Celovec 2020, ISBN 978-3-99029-384-3.
- Werner Drobesch: Auf den Spuren Klagenfurts. Eine kultur- und gesellschaftsgeschichtliche Zeitreise. Hermagoras/ Mohorjeva-Verlag, Klagenfurt 2020, ISBN 978-3-7086-1014-6.